# Енгл-Інлет (Міннесота)
Енгл-Інлет (англ. Angle Inlet) — переписна місцевість (CDP) в США, в окрузі Лейк-оф-те-Вудс штату Міннесота. Населення — 54 особи (2020).

## Географія
Енгл-Інлет розташований за координатами 49°20′57″ пн. ш. 95°4′16″ зх. д. / 49.34917° пн. ш. 95.07111° зх. д. (49.349092, -95.071217).  За даними Бюро перепису населення США в 2010 році переписна місцевість мала площу 5,23 км², з яких 4,50 км² — суходіл та 0,73 км² — водойми.

## Демографія
Згідно з переписом 2010 року, у переписній місцевості мешкало 60 осіб у 31 домогосподарстві у складі 19 родин. Густота населення становила 11 особа/км².  Було 150 помешкань (29/км²).
Расовий склад населення:
| - 100,0 % — білих |

До двох чи більше рас належало 0,0 %. Частка іспаномовних становила 0,0 % від усіх жителів.
За віковим діапазоном населення розподілялося таким чином: 15,0 % — особи молодші 18 років, 58,3 % — особи у віці 18—64 років, 26,7 % — особи у віці 65 років та старші. Медіана віку мешканця становила 58,3 року. На 100 осіб жіночої статі у переписній місцевості припадало 100,0 чоловіків;  на 100 жінок у віці від 18 років та старших — 104,0 чоловіків також старших 18 років.
Цивільне працевлаштоване населення становило 0 осіб. 